# Ancylis subarcuana
Ancylis subarcuana is een vlinder uit de familie bladrollers (Tortricidae). De wetenschappelijke naam is voor het eerst geldig gepubliceerd in 1847 door Douglas.
De soort komt voor in Europa.